# Eleonora Kohler-Gehrig

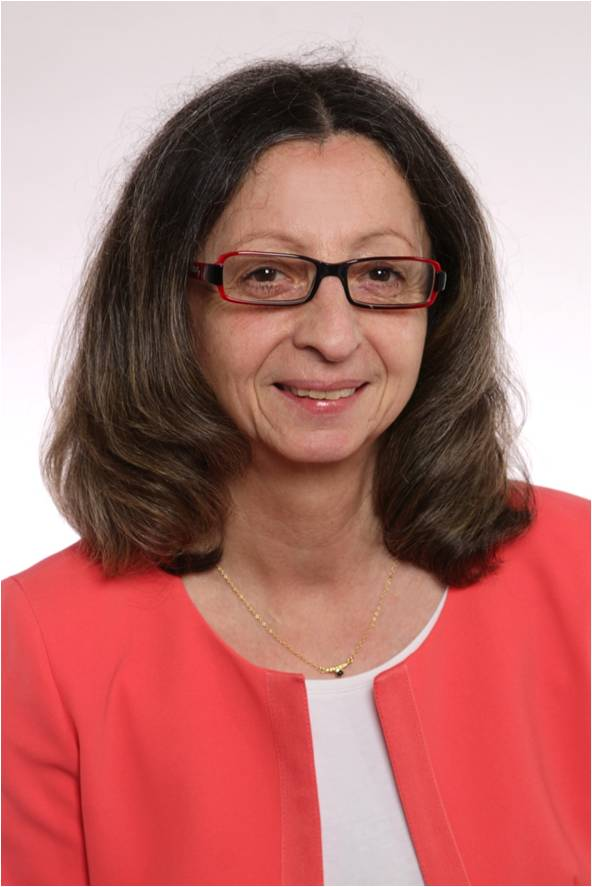
Eleonora Kohler-Gehrig, 2020

Eleonora Kohler-Gehrig (* 1955 in Obersontheim) ist eine deutsche Hochschullehrerin und Autorin.

## Leben
1974 legte sie das Abitur am Paracelsus-Gymnasium in Stuttgart-Hohenheim ab. Sie studierte von 1974 bis 1979 Rechtswissenschaften an der Universität Tübingen mit Abschluss Erstes Juristisches Staatsexamen. Es folgte das Referendariat am Oberlandesgericht Stuttgart mit Abschluss des Zweiten Juristischen Staatsexamens im Jahr 1982. Sie promovierte an der Universität Tübingen bei Wolfgang Münzberg zum Thema Das Versicherungsverhältnis im Konkurs des Versicherungsnehmers. Von 1982 bis 1986 war sie Leiterin der Rechtsabteilung des Auto Club Europa in Stuttgart und Mitglied im Deutschen Verkehrssicherheitsrat.
Danach wechselte sie in die Innenverwaltung des Landes Baden-Württemberg. 1992 wurde sie an die Hochschule für öffentliche Verwaltung und Finanzen in Ludwigsburg mit Schwerpunkt Zivilrecht berufen. Sie leitete den Vertiefungsschwerpunkt Kultur-, Bildungs- und Sportmanagement.
Daneben war sie an verschiedenen Hochschulen für angewandte Wissenschaften in Baden-Württemberg tätig. Sie ist Vertrauensdozentin der Friedrich-Ebert-Stiftung und lebt mit ihrer Familie in Eislingen.

## Veröffentlichungen (Auswahl)

### Bücher
- Der außergerichtliche Vergleich zur Schuldenbereinigung und Schuldentilgung, Metzler-Poeschel-Verlag Stuttgart 1986
- Fallbearbeitung im Bürgerlichen Recht, Verlag Franz Vahlen München 2000
- Armut heute – eine Bestandsaufnahme für Deutschland, Kohlhammer Verlag Stuttgart 2019 ISBN 978-3-17-036086-0
- Einführung in das Recht – Technik und Methoden der Rechtsfindung, Kohlhammer Verlag, 2. A., Stuttgart 2017, ISBN 978-3-17-032878-5
- Seminar-, Bachelor- und Masterarbeiten sowie Dissertationen in den Rechtswissenschaften, Kohlhammer Verlag, 3. A., Stuttgart 2023, ISBN 978-3-17-042889-8
- Leben im Alter vom 16. bis 19. Jahrhundert, Kohlhammer Verlag Stuttgart 2022, ISBN 978-3-17-041712-0

### Sammelschriften
- Fremdarbeiterinnen in Esslingen – ein Überblick. In: Weibliches ES – Frauengeschichte gesucht und entdeckt. Stadtmuseum Esslingen, 1999 S. 113 ff.
- Esslinger Frauendienst – Frauen in den Gemeinderat. In: Esslinger Frauen mittendrin im 20. Jahrhundert. Frauenbeauftragte der Stadt Esslingen am Neckar, 2002 S. 221 ff.
- Vom Sozialdarwinismus zur Euthanasie. In: Frauen: Schicksale, Karrieren, Berufungen. Frauenbeauftragte der Stadt Esslingen, 2005, S. 169–196.
- Der große Stadtbrand von 1701. In: Mit Adler Friedrich durch die Geschichte der Stadt Esslingen am Neckar – eine Kinderstadtgeschichte. Frauenbeauftragte der Stadt Esslingen, 2009, S. 48–49.
- 100 Jahre Frauenwahlrecht/100 Jahre vhs Esslingen. Frauenbeauftragte der Stadt Esslingen, 2019.
- Thomas Vormbaum (Hrsg.): Maler und Zeichner der verschollenen Generation. In: Jahrbuch der juristischen Zeitgeschichte. 2020/2021, S. 365 ff.

### Zeitschriftenartikel (Auswahl)
- Der gesamtschuldnerische Innenausgleich zwischen Zustands- und Verhaltensstörer. Neue Zeitschrift für Verwaltungsrecht 1992 S. 1049 ff
- Die Fundbehörde. Verwaltungsblätter Baden – Württemberg 1995 S. 377 ff
- Haftung der Gemeinde wegen arglistigen Verschweigens von Mängeln beim Grundstückskauf. Die Gemeinde – Kommunalzeitschrift des Gemeindetages Baden-Württemberg 1996 S. 752 ff
- Vertretung und Vertretungsmängel der Gemeinde im Privatrechtsverkehr. Verwaltungsblätter Baden-Württemberg 1996 S. 441 ff und 1997 S. 12 ff
- Wissensvertretung und Wissensorganisationspflicht der Gemeinden im Privatrechtsverkehr. Verwaltungsblätter Baden – Württemberg 1998 S. 212 ff
- Europarecht und nationales Recht. Juristische Arbeitsblätter 1998 S. 807 ff
- Die Eigenbedarfskündigung von Gemeinden. Zeitschrift für Miet- und Raumrecht 1999 S. 672 ff

### Sonstige
- Rundfunk: Die Geschichte des Frauenfußballs in Deutschland. WDR 3 Kulturfeature 2009 (Anonym)

### Skripte
- Zur Geschichte der Frauen im Recht, 2007
- Komprimierende Gesetzgebungstechniken, 2018
- Anspruchsgrundlagenkonkurrenz, 2017
- Sachenrecht, 2018
- Kunst und Kultur, Sport und Bildung, Presserecht, 2018

## Belege
1. ↑  Persönliche Website

| Personendaten    | Personendaten                          |
| ---------------- | -------------------------------------- |
| NAME             | Kohler-Gehrig, Eleonora                |
| KURZBESCHREIBUNG | deutsche Hochschullehrerin und Autorin |
| GEBURTSDATUM     | 1955                                   |
| GEBURTSORT       | Obersontheim                           |